# Phyllostegia lantanoides
Phyllostegia lantanoides är en kransblommig växtart som beskrevs av Earl Edward Sherff. Phyllostegia lantanoides ingår i släktet Phyllostegia och familjen kransblommiga växter. Inga underarter finns listade i Catalogue of Life.